# Hugh Le Caine
Hugh Le Caine (* 27. Mai 1914 in Port Arthur/Ontario; † 3. Juli 1977 in Ottawa) war ein kanadischer Physiker, Komponist und Pionier der elektronischen Musik.

## Leben
Le Caine absolvierte in seiner Jugend eine Musikausbildung. Er studierte Physik an der Fakultät für angewandte Wissenschaft der Queen’s University mit Abschluss in Atomphysik. Ab 1939 war er Stipendiat, von 1940 bis 1974 Mitarbeiter des National Research Council of Canada (NRC) in Ottawa. Während des Zweiten Weltkrieges arbeitete er an der Entwicklung der Radartechnik mit. Mit einem Stipendium des NRC absolvierte er von 1948 bis 1952 ein Graduiertenstudium der Physik an der Birmingham University.
Bereits 1937 entwarf Le Caine eine elektronische Orgel. In seinem privaten Studio entwickelte er nach 1945 das Electronic Sackbut, ein Instrument, das über kontinuierliche Regler für die Klangfarbe und eine Tastatur verfügte, die sowohl auf vertikalen als auch horizontalen Druck reagierte und so jeweils Lautstärke und Tonhöhe beeinflusste, und das heute als erster funktionsfähiger Synthesizer gilt. Ab 1954 konnte er im Rahmen eines eigenen Projektes für seine Arbeit das Equipment des NRC verwenden. Hier entwarf er bis zu seiner Pensionierung 1974 fünfzehn auf unterschiedlichen Technologien beruhende elektronische Musikinstrumente.
1959 war Le Caine das erste Studio für elektronische Musik in Kanada an der University of Toronto, dessen Equipment er komplett entwarf ebenso wie 1961 das für das Studio der Hebräischen Universität Jerusalem. Auch an der Gründung des Studios an der McGill University 1964 war er maßgeblich beteiligt. Ab 1966 gab er an verschiedenen Universitäten Seminare für elektronische Musik.
Als sein wichtigstes Werk gilt Dripsody (1955), heute ein Klassiker der elektronischen Musik, das er aus dem Geräusch eines einzelnen fallenden Wassertropfens entwickelte. In Fachzeitschriften veröffentlichte er zahlreiche Artikel über seine Arbeit. Seit 1961 war Le Caine mit Gertrude Janowski, der Stieftochter des Musikpädagogen Arnold Walter, verheiratet. Im Juli 1977 starb er an den Folgen eines Motorradunfalls, den er ein Jahr zuvor erlitten hatte.

## Werke
- Dripsody: An Etude for Variable Speed Recorder, 1955
- Ninety-Nine Generators, 1956
- This Thing Called Key, 1956
- Arcane Presents Lulu, 1956
- Invocation, 1957
- Study No. 1 for Player Piano and Tape, 1957
- The Burning Desk, 1958
- A Noisome Pestilence, 1958
- Textures, 1959
- Nocturne, 1962
- Sounds To Forget, 1963
- Bird Spectrogram, 1963–64
- Music for Expo, 1967
- Safari: Eine Kleine Klangfarbenmelodie, um 1968
- Mobile: The Computer Laughed (Perpetual Motion), 1970
- Paulution (Charnel Number Five), 1971–72